# Droga krajowa nr 301 (Węgry)
Droga krajowa nr 301 (węg. 301-es főút) – droga krajowa w północno-wschodnich Węgrzech, w komitacie Borsod-Abaúj-Zemplén, koło miasta Emőd. Stanowi łącznik drogi nr 3 z autostradą M30 (węzeł Emőd). Długość - 4 km.